# Torrelles de Llobregat
Torrelles de Llobregat è un comune spagnolo di 3 759 abitanti situato nella comunità autonoma della Catalogna.
Nel suo territorio si trova il parco in miniatura Catalunya en Miniatura.